# 卡丽·斯诺德格雷斯
卡丽·斯诺德格雷斯（英語：Carrie Snodgress，1945年10月27日—2004年4月1日），女，美国演员。曾获得金球奖最佳音乐及喜剧类电影女主角。